# ソー・ピム

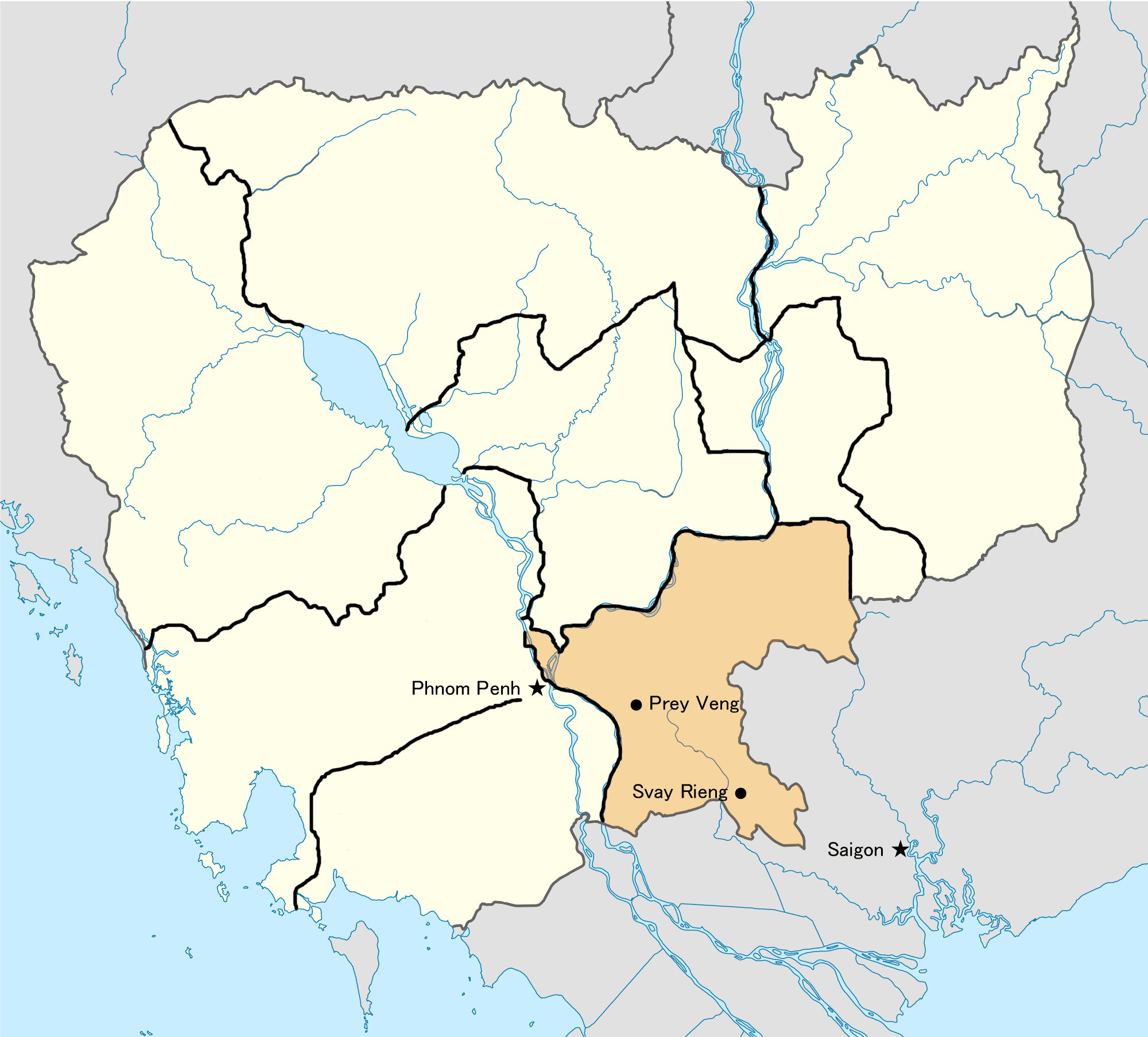
ソー・ピムが担当した東部地域

ソー・ピム（クメール語: សោ ភឹម / So Phim (Sao Phim)、1925年? - 1978年6月7日?）は、カンボジアの革命家、軍人、政治家。
反仏抵抗組織の地方司令官を務め、クメール人民革命党（後のカンプチア共産党）に創設メンバーとして参加。ポル・ポトの長年の同志であり、党中央委員会常任委員、東部地域書記としてジャングルにおける地下活動・反政府闘争を指揮した。政権奪取後は民主カンプチア国家幹部会第一副議長を兼務。1978年、ポル・ポトにより「裏切り者」「ベトナムとCIAのスパイ」として疑われ、中央直轄軍の攻撃で東部地域軍は殲滅され、拘束直前に自殺した。
本名は ソー・バンナ (So Vanna) とされる。別名、チョン (Chhon)、またはソス・サル・ヤン (Sos Sar Yan)。また、ソ・ピム、サオ・プームとも表記される。

## 経歴
ソー・ピムはフランス保護下のカンボジア東部、スヴァイリエン州に生まれた。父親はソン・ゴク・ミン率いるクメール・イサラクの一員として、ベトナムとの協力のもと、フランスからの独立運動に参加していた。
高校では成績も良く、ピムは進学を希望した。しかし当時のカンボジアには大学はなく、留学するための資金もないため、進学を断念して僧侶となる道を選んだ。ところが、1950年頃に父親がフランス当局に逮捕され、離島の刑務所で獄死したことをきっかけに、還俗してイサラクの運動に参加することになった。

### 反政府闘争
ソー・ピムはベトナムと国境を接する東部地域の軍司令官となり、同地域における闘争を指揮した。1951年8月、インドシナ共産党の分党により新たにクメール人民革命党が結成されると、ピムも創立メンバーの1人として参加。1954年冬にはベトナムにより任命された党暫定中央委員会の5人の委員の1人となった。
その後、1954年7月に締結された第一次インドシナ戦争の休戦協定に基づき、イサラクのメンバーは北ベトナムのハノイに集結したが、その中にはピムもいた。しかし、2年と経たずに密かにカンボジアへと帰国する。ピムは1950年代からベトナムの共産勢力と関係を深め、住民には穏健な政策を施した。
しかし、1950年代後半にはシハヌーク政権による弾圧が熾烈となり、ソー・ピムも一時活動から手を引いていた。ピムとその部下たちは、プノンペンにおいて政府の建築現場で大工仕事をしていた。さらに1959年、シウ・ヘン党書記が脱党したことにより、党組織は崩壊してしまう。このため、新たな指導者選出まで党を率いる「総務委員会」が結成されたが、おそらくソー・ピムも委員であったと推定されている。1960年、ソー・ピムは東部地域書記に任命され、以降1978年に死去するまで同職を務めることになった。同年9月の党大会において党名が「カンボジア労働党」に改められ、新指導部が選出されると、ソー・ピムも党中央委員に選出され、党内序列第8位となった。
1963年2月の党大会において党中央委員会常任委員に選出され、序列第4位に昇格した。ソー・ピムはこの時、サロト・サル（別名、ポル・ポト）とトップである党書記の座を争ったが、及ばなかった。
1970年、ロン・ノル将軍がクーデターでノロドム・シハヌーク元首を追放すると、クメール・ルージュはシハヌークと統一戦線を結成して反政府武装闘争を本格化した。イエン・サリの証言によれば、ソー・ピムは、遅くとも1970年以後にはその存在が公表された党中央委員会軍事委員会で委員を務めていた。
また、1972年3月に革命軍司令部のメンバーが公表されたが、この時点でソー・ピムは軍政治部門においてヌオン・チアに次ぐ第2位の地位にあったことが確認されており、後には軍副総参謀長を務めた。

### 民主カンプチア政権
1975年4月のプノンペン陥落後、表向きはシハヌークの王国民族連合政府が統治したが、1976年4月の新政府人事で共産党が全権力を占めることになった。党中央はその前の月にソー・ピムを人民代表会議第一副議長とすることを決定していたが、タ・モクに代えられた。おそらく、チャン・チャクレイの「クーデター未遂」と彼の東部地域との繋がりがその理由と思われる。チャクレイは元東部地域軍第1師団長であったが、1975年10月の時点で党中央に警戒され、まもなく軍参謀次長に異動させられ、76年5月に逮捕されている。ピムは最終的に、キュー・サムファンを議長（国家元首）とする国家幹部会の第一副議長に選出された。
チャクレイは4カ月の尋問・拷問の末、「共謀者」の名前を自白した上で処刑されたが、その中には長年にわたりピムの腹心の部下であった東部地域第24地区書記のスアス・ネウ（別名、チューク）の名があった。このときソー・ピムはすでに背信者の疑いをかけられていた。ピムは病気療養のために5月初めから中国を訪問していたが、彼が帰国するまで引き延ばされたうえで、8月にチュークは逮捕された。チュークは拷問の末にソー・ピムや他の党高級幹部を裏切り者として名指しし、処刑された。
このようにしてソー・ピムの信用が大きく低下する中、中央から逮捕者の尋問から裏切り者として名を挙げられた東部地域幹部の名簿が送られてきた。ピムは問題ないと判断して彼らを逮捕することはなかったが、この名簿は最後通達の踏絵だったかもと評されている。
ポル・ポトは1977年初からソー・ピムの囲い込みを始める。まず東部地域南部を通る国道1号の沿線地区に「国道1号戦線」を設置し、ソン・センの直接指揮下に置いた。また地域北部を通る国道7号沿線には「前線委員会」が設置され、委員長にソー・ピム、副委員長にケ・ポク中部地域書記が任命された。こうして東部地域軍を押さえ込みながら、ベトナムに対する戦争体制を整えた。
1977年9月、カンボジア軍はベトナムのタイニン省に越境攻撃を仕掛け、無抵抗の市民約1000人を虐殺する事件を起こしている。しかし、同年12月にはベトナム軍が大反撃作戦を実施し、カンボジア領内40キロまで侵攻した。東部地域では散発的な抵抗が行われたがベトナム軍に圧倒され、東部地域軍は敗走した。1978年1月、ベトナム軍は早々に撤退したが、党指導部はこれを「偉大な歴史的勝利」と宣伝し、その一方でベトナム軍の侵攻を許したのは東部地域の行政府に裏切り者が多くいたためと考え、粛清を強化した。ポル・ポトは3月の段階で、問題の根はソー・ピム本人にあると断じていた。

### 東部地域の粛清
ソー・ピムは1978年3月には腸を患うと同時に皮膚病にも苦しみ、プノンペンの「四月十七日病院」で療養していた。退院後はムオル・サンバット（別名、ニエム・ロス）北西部地域書記とともに北西部を訪れたが、この頃に西部地域書記チュー・チェトが逮捕され、S-21に収容された。チェトは拷問を受け、ソー・ピムがベトナムの手を組んでクーデターを計画していたと供述した。
さらに3月から4月にかけて、東部地域の400人以上の幹部が逮捕され、S-21へと送られた。4月には、東部地域に駐屯していた中部地域軍の2つの師団の司令官も逮捕された。
カンボジア研究者ベン・キアナンによれば、ソー・ピムは党の紀律に従うべきとの信念と、こうした粛清が革命の本質に背くという考えとの板挟みとなり、身動きが取れなくなっていた。しかし同じカンボジア研究者スティーヴン・ヘダーは、ソー・ピムは自身が生き延びるために、ポル・ポトと取り引きして軍幹部を粛清したとみている。
その後、ピムは再び健康を害し、4月から5月初旬までプノンペンの病院で療養していたが、5月にはポル・ポト、ヌオン・チア、ソン・セン、および記録係としてキュー・サムファンが参加した秘密会合が開かれ、東部地域の党軍幹部の多くを殺害することを決定した。
ピムが不在中の同年5月、まずケ・ポクが東部地域の軍幹部数百人を「会議のため」と称して招集し、武器を取り上げて拘束すると、重要人物はS-21へと送り、残りは処刑した。5月半ばにピムが戻ると、ポクはさらに彼も「会議」に招集した。
ケ・ポクの意図を調べるため、ピムはまず護衛を派遣したが、戻らなかった。次に甥のチョンを含む2人の特使を派遣したが、そのまま消え失せた。そして5月23日、かつてのポル・ポトの弟分であり、東部地域事務所の所長ソク・ノールを派遣したが、S-21へと直行した。
そして5月24日、ついに東部地域本部の制圧作戦が開始され、4個師団、2万8千人が投入された。国道1号線からはソン・セン軍が侵攻し、24日夜にスバイリエン州の東部地域軍第3師団を攻撃し、その後に第5師団を攻撃した。国道7号線からはケ・ポク軍が侵攻し、第4師団を攻撃した。5月25日未明、ケ・ポク軍はコンポンチャム州スオンの東部地域本部「09」を奇襲したが、この時ソー・ピムは約20キロ南のチュクサに視察中であり、兵站担当のマオ・ポクが本部防衛を指揮した。
しかし、その圧倒的兵力差から東部地域軍3個師団は壊滅し、投降した兵士は直ちに殺害され、生き残った部隊はジャングルに入りゲリラ戦で応戦した。それも6月にタ・モクの南西地域軍が合流したことで、7月には戦闘も下火となり、住民は虐殺された。東部地域では10万人以上が殺されたと推定され、さらに人口の3分の1近くが西部に強制移住させられ、そのうちの半数が処刑や飢え、病気で死亡した。

### 自殺
地域本部「09」の防衛戦が始まったころ、ソー・ピムと東部地域軍幹部、地区書記らはプレイベンの軍司令部に集結していた。
ここでの協議では、ヘン・サムリン地域軍参謀次長（後の反ポル・ポト政権元首）らの幹部は、この攻撃がポル・ポトの命令によるものであり、直ちに反撃すべきと主張した。しかし、ピムはソン・セン国防相の命令であり、彼が政府転覆を企てていると主張し、まだポル・ポトを信じていた。スティーヴン・ヘダーによれば、ピムは中部軍が単に命令を逸脱しただけだとの印象を持っていたという。しかし実際ポル・ポトは5月には既に、ピムがベトナムとCIAが設立した秘密の「カンボジア労働者党」の指導者だと確信していた。
ついにはソー・ピム自身が直接ポル・ポトに会いに行くことになり、3日経って戻らなければ攻撃を開始するよう指示がなされた。5月28日、ピムは家族と護衛を連れてプノンペンに向かった。メコン川のプノンペン対岸に到着したところでピムは連絡役を送り、ポル・ポトとの面会を求める手紙を出した。
イエン・サリの証言によれば、ポル・ポトと幹部が食事をしていた時、小さな紙に書かれたメモのようなものが届けられ、内容はソー・ピムがポル・ポトに会いに来てくれるよう頼むものであった。サリは、ソー・ピムがプノンペンに来てもらうようにし、彼が断わったらその時また検討しようと提案したが、ポル・ポトはこれを拒否した。ポル・ポトは迎えを出すから待つようにと返事を出したが、迎えの船はピムに向けて銃を発射した。弾は逸れたが、引き返す途中でソー・ピムの体調は一気に悪化した。
6月初め、コンポンチャム州スレイ・サントール郡事務所に到着したものの下痢と発熱でかなり衰弱していた。ピムはもはや逃げる気力も、党中央に対抗する気力も無かった。ヘン・サムリンの証言によれば、自殺直前にサムリンもかけつけて、生き延びて反撃するように進言したが、しかし戦意を喪失し生き延びる意欲も無かったという。
6月7日、ソー・ピムは護衛のAK47ライフルを奪い、護衛を射殺し、腹と喉元に1発ずつ撃ち自殺した。6月8日、ポル・ポト派兵士が到着すると、ピムの遺体は掘り起こされ運び去られた。

## 人物
ソー・ピムは身長180センチほどの大男で、色黒の相撲取りのような姿であった。
また大酒飲みであり、いい加減な報告を上げてくる部下は殴りつけた。タ・モクの証言によれば、1963年の党第2回総会の時、ピムはへべれけ状態で、こんな指導者はふさわしくないと思ったという。さらに1968年には、補佐のフオンと口論になり、二人で拳銃を抜く騒ぎを起こしている。
しかし、農民には優しく、陳情に来た農民代表に対しては、同じ床に座り質素な食事を共にして話を聞いた。1975年4月の政権奪取後は酒を絶ったが、しかし煙草が放せないヘビースモーカーであった。

## 家族
妻はジェイ・カロウで、ソー・ピムとの間に5人の子をもうけた。勝気な性格で、派手な夫婦喧嘩もするが、夫婦仲は悪くなかったという。多くの東部地域幹部とは打ち解けた気安い仲であり、しかし指導的な役職には就かなかった。
娘の1人は、北西部地域書記ムオル・サンバットの息子の Khnang （別名、Kriel または Chiel）と結婚していた。
1978年6月、ソー・ピムのプノンペン行きに妻と2人の娘が同行し、ピムの自殺後は近くの寺に隠れていたが、逮捕され連行された。あるいはまた、ピムの遺体を埋葬しようとしていたところを捕まり虐殺されたとも伝えられる。